# Robert Lazar
Robert „Bob“ Scott Lazar (* 26. Januar 1959 in Coral Gables) ist ein US-amerikanischer Unternehmer. Er behauptet, Reverse Engineering außerirdischer Technologie betrieben zu haben und hat aufgrund seiner Äußerungen zu UFOs mediales Interesse erzeugt.
Lazar wurde durch seine Behauptung bekannt, er habe im Zeitraum von 1988 bis 1989 an einem Projekt am Papoose Lake, in der Nähe des Groom Lake, Nevada, gearbeitet. Nach eigenen Angaben war er dort als Physiker im geheimen militärischen Bereich S-4 (Sector Four) mit dem Studium von mutmaßlich außerirdischen Fluggeräten beschäftigt. Lazar wird häufig mit Kritik und Widersprüchen konfrontiert.

## Leben
Robert Lazar ist der Sohn von Albert Lazar und Phyllis Berliner. Lazar behauptete in Interviews, dass sein Lebenslauf von geheimen Regierungsorganisationen „gelöscht“ wurde. Nach eigenen Angaben ist seine Geburtsurkunde im Krankenhaus seiner Heimatstadt nicht mehr auffindbar. Kritiker bezweifeln diese Darstellung, da Krankenhäuser in Florida Informationen zu Geburten zwar festhalten, jedoch nicht zur Archivierung verpflichtet sind. Daher ist es nicht abwegig, dass die Geburtsinformationen an dieser Stelle nicht mehr auffindbar sind. Ob bei der offiziellen Behörde in Florida (Office of Vital Statistics of the Department of Health and Rehabilitation Services), die diese Daten speichert, eine Geburtsurkunde verfügbar ist, kann nicht geprüft werden, da diese Unterlagen für die Öffentlichkeit nicht einsehbar sind.
Ebenso widersprüchlich wie die Angaben zu seiner Geburt waren Lazars Aussagen zu seiner Ausbildung 1977 bis 1978. Er hat in verschiedenen Interviews und Dokumentationen wiederholt behauptet, für kurze Zeit Student an der California State University, Northridge gewesen zu sein und danach das California Institute of Technology (Caltech) besucht zu haben. Beide Institutionen haben keine Belege dafür, dass er dort eingeschrieben war. Lazar gab an, etwa im Jahr 1982 das Massachusetts Institute of Technology (MIT) besucht und dort einen Master-Abschluss erworben zu haben. Auch hierfür gibt es keinen öffentlich bekannten Nachweis, ebenso sind keine Einträge in den MIT-Studentenverzeichnissen, -Telefonlisten, -Abschlusslisten oder -Jahrgangsbüchern enthalten.
Am 27. Juni 1982 erschien in der Zeitung Los Alamos Monitor ein Bericht über Robert Lazar und seinen „Honda Jet Car“. Die Titelseite der Zeitung identifizierte Robert Lazar als „..a physicist at the Los Alamos Meson Physics Facility“. Der Artikel beschrieb einen veränderten Honda Civic Hatchback, der mit einem aus Stahl und Titan gefertigten Motor ausgerüstet ist. Betrieben wurde der Motor, laut Artikel, mit Treibstoff aus einer Kombination von flüssigem Propan und Kerosin. Lazar sprach in diesem Artikel von einem sehr wirtschaftlichen Auto, das Geschwindigkeiten bis 200 mph erreicht. Auch wird 1982 sein Name in einem Telefonbuch des Los Alamos National Laboratory geführt.
Im November 1989 trat Lazar zum ersten Mal mit Aussagen über seine Arbeit an Alien-Technologie an die Öffentlichkeit. In einer Reihe von Interviews für den Fernsehsender KLAS-TV Las Vegas berichtete Lazar über seine Zeit als Angestellter im geheimen militärischen Bereich S-4. Lazar sagte, er sei in diese Arbeit durch Edward Teller eingeführt worden. Gesprächspartner war dabei der Journalist George Knapp. Lazar beschrieb seine Arbeiten an diskusförmigen Fluggeräten außerirdischer Herkunft. Er sagte, dass er an die Öffentlichkeit ging, um sich selbst zu schützen. Die Veröffentlichung der Interviews verursachte weltweit, vor allem bei Personen und Gruppen, die der Parawissenschaft zuzuschreiben sind, große Aufregung. In den folgenden Jahren trat Lazar immer wieder in verschiedenen Medien und auf Konferenzen zum Thema in Erscheinung. Eine der bekanntesten Konferenzen war 1993 das „Ultimate UFO Seminar“ in Rachel (Nevada), bei dem Lazar ausführlich zu seiner Tätigkeit Stellung nahm.
Nachdem er in einem Fernsehinterview offen zugegeben hatte, in Las Vegas ein Videosystem für ein Bordell installiert zu haben, wurde er am 18. Juni 1990 wegen Zuhälterei angeklagt. Er bekannte sich schuldig und wurde am 20. August zu sechs Monaten Haft auf Bewährung und 150 Stunden gemeinnütziger Arbeit verurteilt. Zudem hatte er sich in psychologische Behandlung zu begeben und von Bordellen fernzuhalten.
Heute betreibt Robert Lazar die Firma United Nuclear, eine Zulieferfirma für wissenschaftliches Zubehör in Klamath Falls, Oregon. United Nuclear bietet eine Auswahl von Materialien wie radioaktive Erze, Industriemagnete und verschiedene Chemikalien.

## Ehen
Am 27. Juli 1980 heiratete er in Woodland Hills (Kalifornien) Carol Nadine Strong.
Am 19. April 1986 heirateten Lazar und Tracy Anne Murk in Las Vegas. Zu dieser Zeit war Lazar noch mit Carol verheiratet. Dem Clark County Recorder's Office lagen zu diesem Zeitpunkt keine Unterlagen über eine Scheidung vor.
Am 21. April 1986 starb seine erste Ehefrau Carol Strong in Las Vegas. Laut Sterbeurkunde beging sie Suizid. In der Urkunde wurde als Ehemann Robert Lazar angeführt.

## Aussagen
Robert Lazar wird von Verschwörungstheoretikern und Parawissenschaftlern als einer der bekanntesten Namen in Bezug auf Area 51 und Alien-Technologie gehandelt. Seine Kernaussagen sind:

### Tätigkeit
Er gibt an, für die amerikanische Regierung bei einem geheimen Projekt tätig gewesen zu sein. Nach seinem Bewerbungsgespräch mit dem Office of Naval Intelligence habe er eine Stelle „auf einem Gelände außerhalb der Stadt“ bekommen. Seine Aufgabe war angeblich die Erforschung von neuen Antriebstechnologien. Im Rahmen seiner Tätigkeit will er Unterlagen mit Fotos von Außerirdischen und neun verschiedenen UFOs erhalten haben. In einem Interview beschrieb Lazar, in einem Hangar ein diskusförmiges Flugobjekt mit einer nahtlosen, perfekt glatt wirkenden Oberfläche gesehen zu haben. Seine Arbeit habe in der Identifizierung des Elements Moscovium bestanden (damals noch als „Element 115“ bezeichnet), das dem Flugobjekt als Energiequelle gedient habe.
Laut eigenen Aussagen sah er sich von den amerikanischen Behörden verfolgt und erhielt mehrere Morddrohungen. Diese Repressalien seien der Grund dafür gewesen, mit seinen Informationen an die Öffentlichkeit zu gehen, um sich zu schützen.

### Moscovium („Element 115“)
Nach Lazar ist dieses Element ultraschwer, bereits 230 g sollen ausreichen, um ein Raumschiff rund 20 bis 30 Jahre lang zu betreiben. Der Antrieb eines solchen Raumschiffes basiert laut Lazar auf mehreren Prinzipien: Im Reaktorkern werde das Moscovium mit Protonen beschossen und wandle sich dadurch in das noch schwerere Livermorium (Element 116) um. Dabei entstehe eine Antigravitationswelle Typ a (starke Kernkraft wird freigesetzt), und es zerfalle sofort in Antimaterie, die mit normaler Materie zusammentrifft. Die freigesetzte große Hitze werde in elektrische Energie umgewandelt, um damit drei Gravitationsverstärker zu betreiben.
Laut Lazar erzeugt das Raumschiff sein eigenes „Anti-Schwerefeld“ und kann dieses über den Wellenleiter an Deck nach außen leiten. In Bewegungsrichtung des Raumschiffs krümme das Anti-Schwerefeld die Raumzeit und ermögliche so Reisen in andere Systeme. In S-4 lagern laut Lazar 450 kg Moscovium.

## Kritik
Lazars Aussagen zur Physik, seine Beschäftigung in S-4 und seine Angaben zu seiner Ausbildung wurden öffentlich in Frage gestellt. 

### Ausbildung und Tätigkeit
Es gibt keine Nachweise zu Lazars Angaben bezüglich seiner Ausbildung an Caltech oder MIT. Lazar selbst legte zu keinem Zeitpunkt einen Nachweis zu seiner Ausbildung vor. Auf die Frage nach Zeugnissen sprach Lazar stets über Regierungsorganisationen, die seine Identität „löschen“ wollen. Lazar hat zufolge eines Lohn/Einkommensteuer-Formulars 1989 für den Marinenachrichtendienst Office of Naval Intelligence gearbeitet,  zu einem Lohn von etwa 950 US-$ pro Woche, dieses Einkommen dürfte unter anderem dem eines Universitätsabsolventen entsprechen.

### Element 115
Die Aussagen von Lazar zum Element 115 wurden von einzelnen Wissenschaftlern für abwegig erklärt. Kritiker, wie die Physiker David L. Morgan und Stanton Friedman, führen an, dass die von Lazar vertretenen physikalischen Ansichten eine Handvoll allgemein anerkannter physikalischer Theorien verletzen. Grundlage ihrer Aussagen ist jedoch der aktuelle wissenschaftliche Sachstand der menschlichen Zivilisation, obwohl Lazars Aussagen darauf fußen, dass er zur Entschlüsselung bislang unbekannter physikalischer Eigenschaften eines außerirdischen Fluggeräts angestellt worden sei. Das Element 115 kommt nach damaligem wie heutigem Kenntnisstand der Wissenschaft nicht natürlich auf der Erde vor. Erst im Jahre 2004 wurde das Element 115 auf der Erde erstmals künstlich hergestellt, das hergestellte Isotop besaß aber weniger Neutronen als nötig wären, um die Insel der Stabilität zu erreichen. In einem Interview spekulierte Lazar, dass das Element 115 anderswo im Universum in natürlicher, stabiler Form existieren könnte. Allerdings ist weiterhin kein stabiles Isotop des Elements bekannt, wie es im beschriebenen Raumschiff zur Anwendung gekommen sein soll, weshalb Lazars Behauptungen hinsichtlich der physikalischen Eigenschaften von Element 115 bislang nicht abschließend geprüft werden konnten.